# 芦川絵里
芦川 絵里（あしかわ えり、1949年8月 - ）は、日本の女優。芦川 絵理と表記された作品もある。木俣堯喬のプロダクション鷹に所属し、同社のほか若松孝二の若松プロダクションの作品に多く出演した。『処女ゲバゲバ』（監督若松孝二、1969年）のキーヴィジュアルである、十字架にかけられた女を演じたことで知られる。

## 人物・来歴

### 木俣堯喬と若松孝二
1949年（昭和24年）8月、神奈川県に生まれる。
1968年（昭和43年）3月、高等学校を卒業、絵画の勉強をしながら、ファッションモデルの仕事をしていた。満19歳を迎えるこの年、正確な時期は不明であるが、木俣堯喬（1915年 - 2004年）が芦川をスカウトし、プロダクション鷹の専属女優になる。水城リカ（1943年 - ）、あるいは珠瑠美（1949年 - ）・谷身知子（1951年 - ）姉妹らとともに木俣堯喬の門下生として育てられた。同年、木俣が監督し水城リカが主演した成人映画『送り狼』に出演して、映画界にデビューする。同作が、諸記録に残る最初の出演作品である。
当時の専門誌『成人映画』の編集長であった川島のぶ子は、「中性的な顔立ちとスリムなプロポーションで人気を集めた」と評す。『日本映画発達史』の田中純一郎は、同書のなかで黎明期の成人映画界のおもな出演者として、扇町京子、橘桂子、城山路子（光岡早苗と同一人物）、内田高子、香取環、新高恵子、松井康子、西朱実、朝日陽子、火鳥こずえ、華村明子、森美沙、湯川美沙、光岡早苗、路加奈子、有川二郎、里見孝二、川部修詩、佐伯秀男の名を挙げているが、芦川についての言及はない。1966年（昭和41年）デビューの一星ケミ（1947年 - ）や祝真理（1948年 - ）、1967年（昭和42年）デビューの辰巳典子（1947年 - ）や谷ナオミ（1948年 - ）、青山リマ（1949年 - ）、白川和子（1947年 - ）、あるいは同じ1968年デビューのハニー・レーヌ（1952年 - ）や谷身知子ら同様、戦後生まれの第二世代に属する。
翌1969年（昭和44年）1月に公開された『人肉の市』、翌2月公開の『広域重要指定一〇八号拳銃魔 嬲りもの』、同年4月公開の『密室』、同年5月公開の『裸体の街』といった木俣の監督作に次々に主演する。『広域重要指定一〇八号拳銃魔 嬲りもの』は前年秋に起きた「広域重要指定一〇八号事件」、いわゆる「永山則夫連続射殺事件」に題材をとり、逮捕前に犯人像を創造したフィクション作品である。また、とくに作家の田中小実昌がゲスト出演した『裸体の街』では、田中が演じるヒモを支える薄幸の女を演じて好評を得た。当時、同社は若松プロダクションと提携しており、同年4月に公開された若松孝二の監督作『処女ゲバゲバ』では、富士山麓の荒野で磔刑に処される女「花子」を演じた。同年5月26日に公開された若松プロダクション製作、足立正生監督の『女学生ゲリラ』でも主演している。『人肉の市』は1971年（昭和46年）8月18日に Les Esclaves du plaisir の題でフランスで公開されている。
同年7月に公開された若松孝二監督による主演作『私は濡れている』を最後に引退した。満22歳であった。以降の消息は知られていない。引退後の1975年（昭和50年）4月、映画評論家の松田政男が『現代の眼』での連載『集団の発見 52』で、「映画スター」としての「芦川絵里という若い娘さんのことを思い出す」として1960年代末の芦川を回想し、「若松プロのピンク映画にひっきりなしに姿を見せていた」「今や主婦をやっているのかもしれず」と書く。同じプロダクション鷹の谷身知子も翌1972年（昭和47年）に結婚引退、渡米した。存命であれば2014年（平成26年）には満65歳である。

### 再評価
2005年（平成17年）12月22日に紀伊國屋書店が発売した『若松孝二 初期傑作選 DVD-BOX 2』に、芦川の主演作『処女ゲバゲバ』および『裸の銃弾』が収録された。同2作は、フランスでも2010年（平成22年）11月16日に発売された Coffret: Koji Wakamatsu vol.3 にそれぞれ、La Vierge violente, Naked Bullet の題で収録された。
2008年（平成20年）3月15日 - 同年4月4日にシネマヴェーラ渋谷で行なわれた「若松孝二大レトロスペクティブ」の特集上映で、『処女ゲバゲバ』および『裸の銃弾』が上映された。
2011年（平成23年）9月18日 - 同19日に神戸映画資料館で行なわれた「第二の伝説 知られざる若松孝二」の特集上映で、主演作『真昼の暴行劇』が35mmフィルムの上映用プリントで上映された。同年5月14日 - 同年7月15日にラピュタ阿佐ヶ谷で行なわれた「60年代まぼろしの官能女優たち PART II」特集上映で、主演作『広域重要指定犯108号 嬲りもの』が16mmフィルム版上映用プリントで上映された。2012年（平成24年）9月30日 - 10月1日に神戸映画資料館で行われた「プロ鷹クロニクル PART-2」の特集上映で、主演作『広域重要指定犯108号 嬲りもの』および『裸体の街』の2作がそれぞれ16mmフィルム版上映用プリントで上映された。
2014年（平成26年）10月11日 - 同24日にポレポレ東中野で行われた「『道徳のゲリラ』若松孝二監督特集」の特集上映で、主演作『通り魔の告白 現代性犯罪暗黒篇』が『現代性犯罪暗黒編 ある通り魔の告白』題のデジタルHD素材で上映された。同特集上映は同18日からシネマスコーレ、同年12月13日からは第七藝術劇場 でもそれぞれ行われた。

## フィルモグラフィ
クレジットはすべて「出演」である。東京国立近代美術館フィルムセンター（NFC）等の所蔵・現存状況についても記す。
- 『送り狼』 : 企画・監督・脚本木俣堯喬、主演水城リカ、製作プロダクション鷹、1968年公開（成人映画・映倫番号 不明）
- 『人肉の市』 : 企画・監督・脚本木俣堯喬、製作プロダクション鷹、1969年1月公開（成人映画・映倫番号 15626） - 主演、上映用プリントをNFCが所蔵[26]
- 『広域重要指定一〇八号拳銃魔 嬲りもの』（『広域重要指定犯108号 嬲りもの』[18][23]『嬲りもの 広域重要指定拳銃魔』[14]『嬲りもの』[11]） : 企画・監督・脚本木俣堯喬、製作プロダクション鷹、1969年2月公開（成人映画・映倫番号 15692） - 主演、55分の16mmフィルム版上映用プリントが現存[18][23]
- 『密室』（『密室 異常なる枕芸者』[1]） : 製作・企画・監督・脚本木俣堯喬、主演渚マリ、製作・配給プロダクション鷹、1969年4月公開（成人映画・映倫番号 15751） - 主演・「若い女」役
- 『処女ゲバゲバ（フランス語版）』 : 企画・製作・監督若松孝二、脚本出口出、助監督小水一男・秋山未知汚、共演谷川俊之・乱孝寿・林美樹、製作若松プロダクション、1969年4月公開（成人映画・映倫番号 不明） - 主演・「花子」役、62分の上映用プリントをNFCが所蔵[10]・66分の原版が現存・2007年紀伊國屋書店がDVDビデオグラムを発売[6][13]
- 『裸体の街』 : 企画・監督・脚本木俣堯喬、共演田中小実昌、製作プロダクション鷹、1969年5月公開（成人映画・映倫番号 15836） - 主演、55分の16mmフィルム版上映用プリントが現存[23]
- 『愛欲の痴図 鎌倉情死考』 : 企画・監督・脚本木俣堯喬、製作プロダクション鷹、1969年5月公開（成人映画・映倫番号 15898）
- 『女学生ゲリラ（英語版）』 : 企画・製作若松孝二、監督足立正生、脚本出口出、助監督小水一男・秋山未知汚、共演花村亜流芽・福間健二・平岡正明、製作若松プロダクション、1969年5月26日公開（成人映画・映倫番号 不明） - 主演[8]・「村山明子」役、73分の原版が現存・2002年アップリンクがDVDビデオグラムを発売[13]
- 『通り魔の告白 現代性犯罪暗黒篇』（『現代性犯罪暗黒篇』[11]） : 企画・製作・監督若松孝二、脚本出口出、主演福間健二・花村亜流芽、製作若松プロダクション、配給葵映画、1969年7月18日審査・公開（成人映画・映倫番号 15942） - 主演[8]・「若林春代」役、フィルム原版およびデジタルHD素材が現存[24]
- 『血まみれの犯行』 : 企画・監督・脚本木俣堯喬、製作プロダクション鷹、1969年6月30日審査・8月公開（成人映画・映倫番号 15959） - 主演[8]
- 『やわ肌無宿 男殺し女殺し』（『男殺し女殺し』[11]） : 企画・製作・監督若松孝二、脚本出口出、共演林美樹、製作若松プロダクション、配給葵映画、1969年10月14日審査・公開（成人映画・映倫番号 15943）
- 『裸の銃弾』 : 企画・製作・監督若松孝二、脚本出口出、主演港雄一・林美樹、製作若松プロダクション、1969年10月公開（成人映画・映倫番号 不明） - 出演、72分の原版が現存・2007年紀伊國屋書店がDVDビデオグラムを発売[6][13]
- 『真昼の暴行劇』（『ヌードモデルの告白 真昼の暴行劇』） : 企画・製作・監督若松孝二、脚本出口出、助監督小水一男、共演一星ケミ、製作若松プロダクション、配給日本シネマ、1970年3月16日審査・公開（成人映画・映倫番号 16282） - 主演[8]・「マリ」役、67分の上映用プリントをNFCが所蔵[10]・70分の上映用プリントが現存[22]
- 『性教育書 愛のテクニック』（カーマスートラ） : 企画・製作・監督若松孝二、脚本出口出、共演矢島弘、製作若松プロダクション、1970年3月16日審査・公開（成人映画・映倫番号 不明） - 主演
- 『私は濡れている』 : 企画・製作・監督若松孝二、脚本出口出（足立正生・荒井晴彦）、製作若松プロダクション、1971年5月7日審査・7月公開（成人映画・映倫番号 16775） - 主演

## ビブリオグラフィ
国立国会図書館蔵書等にみる書誌である。
- グラビア : 『成人映画』第39号所収、現代工房、1969年4月1日発行
- 「裸体の街」芦川絵理 : 『週刊影』5月26日増刊号・第2巻第10号通巻25号所収、辰巳出版、1969年5月26日発行
- グラビア : 『映画情報』8月号所収、国際情報社、1969年8月発行
- グラビア : 『キューティ画報』5月号所収、文献資料刊行会、1970年5月発行
- グラビア : 『週刊プレイボーイ』4月7日号・第5巻第14号所収、1970年4月7日発行
- 『緊縛フォト集IV』、『風俗奇譚』12月特別号所収、文献資料刊行会、1970年12月10日発行
- 『緊縛フォト集V』、『風俗奇譚』3月特別号所収、文献資料刊行会、1971年3月10日発行
- 「眠れぬ夜のドキドキ連続ショット集『私は濡れている』」芦川絵里 : 『映画エロチカ封切館 PINKY』8月号所収、東京三世社、1971年8月発行